# Sophia Fehri
Pour les articles homonymes, voir Fehri.
Sophia Fehri, née le 17 mai 1996, est une handballeuse franco-marocaine évoluant au poste de pivot.

## Biographie
Dès les catégories de jeunes, elle est attendue comme une grande espoir du handball français. À l'été 2013, elle participe au championnat d'Europe jeunes avec l'équipe de France. Elle termine à la onzième place de la compétition mais ses bonnes performances individuelles lui valent d'être élue dans l'équipe-type comme meilleure pivot du tournoi.
Titulaire en équipe de France junior en 2015, elle est attendue à son poste comme une future internationale.
En janvier 2016, alors qu'elle avait su gagner sa place en équipe première à Issy Paris, elle se blesse gravement au genou et doit déclarer forfait pour la fin de la saison.
Après une nouvelle blessure au genou, elle rejoint le JDA Dijon à l'été 2018 pour un prêt d'une saison.
En 2019, revenue à haut niveau après ses nombreuses blessures, elle rejoint le Chambray Touraine Handball pour deux saisons. Elle étudie en parallèle à Sciences Po.
Elle dispute avec le Maroc le championnat d'Afrique 2022, terminant à la 11e place.